# Акопян Олена Грачиківна
Олена Грачиківна Акопян (нар. 4 жовтня 1969, Єнакієве, УРСР) — українська спортсменка, чемпіонка та багаторазовий призер літніх паралімпійських ігор з плавання, дворазовий призер зимових паралімпійських ігор з лижних гонок та біатлону. Заслужений майстер спорту України (1998). Нагороджена орденом «За заслуги» І, ІІ ступеня, Почесною відзнакою Президента України та орденом княгині Ольги ІІ та ІІІ ступеня.

## Біографія
Олена Акопян народилася 4 жовтня 1969 року в місті Єнакієве. В дитинстві її захопленнями були музика і спорт. У 14 років вступила в Бєлгородское музичне училище. У Бєлгороді на неї було скоєно розбійний напад, і вона зазнала ножового поранення в спину, що не дозволило їй більше самостійно пересуватися без інвалідного візка. Незважаючи на неможливість повністю відновити своє здоров'я, закінчила музичне училище, після чого вступила в Дніпропетровський державний інститут фізичної культури і спорту.

## Спортивна кар'єра
Займалася легкою атлетикою, лижними гонками, біатлоном, але зрештою обрала своїм основним видом плавання. Спочатку тренувалася під керівництвом Юрія Вдовиченко, в 2001—2005 роках у Марини та Олега Кузьміних, з 2005 року з нею працював Леонід Мангер. На Паралімпійських іграх в Атланті виграла три срібні медалі в плаванні на дистанціях 50, 100 і 200 метрів вільним стилем. На Паралімпійських іграх у Сіднеї вона знову була триразовим срібним призером у тих же дисциплінах. Найбільш успішними для неї стали Паралімпійські ігри в Афінах, де вона змогла стати чемпіонкою в плаванні на дистанції 50 метрів. Там же вона стала 2-разовою срібною призеркою на дистанції 200 м вільним стилем та на дистанції 50 м батерфляєм, бронзовою призеркою на дистанції 100 м вільним стилем. На Паралімпійських іграх у Пекіні вона здобула три бронзові нагороди на дистанціях 50 і 100 м вільним стилем та на дистанції 50 м батерфляєм. Ще дві бронзові нагороди завоювала на зимових Паралімпійських іграх у Нагано — з біатлону та з лижних гонок на дистанції 5 км.

## Особисте життя
У 2008 році Олена Акопян вийшла заміж і завершила свою спортивну кар'єру. У 2010 році народила двох дітей.